# A18 road
Die A18 road (englisch für Straße A18) ist eine nur auf wenigen Abschnitten als Primary route ausgewiesene Fernverkehrsstraße in England, die von Doncaster im Wesentlichen parallel zum M180 nach Ludborough und dort an der A16 endet. Mit der Eröffnung des M180 hat sie ihre überörtliche Bedeutung weitgehend verloren.

## Verlauf

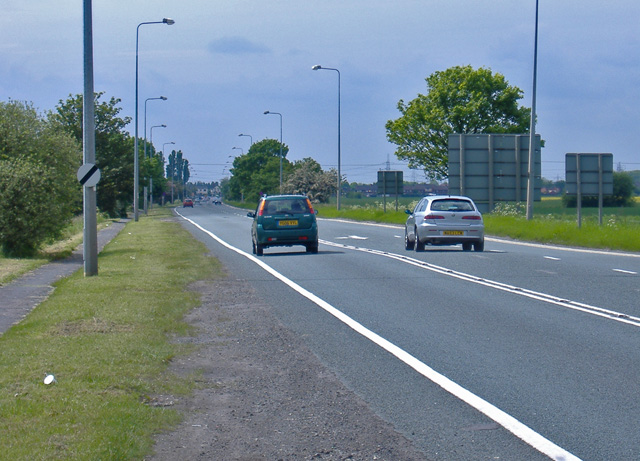
Die Straße in Gunness westlich von Scunthorpe (Aufnahme 2007)

Die Straße beginnt in Doncaster, ist bis Edenthorpe als primary route ausgewiesen, verläuft dann nach Nordosten und quert jenseits von Hatfield den M18, der über den Anschluss junction 5 des kurz darauf abzweigenden M180 erreicht wird. Hier verläuft sie nördlich der Autobahn nach Scunthorpe. Die Passage durch diese Stadt ist vom Ende des kurzen M181 bis zur Einmündung der von Gainsborough kommenden A159 wiederum eine primary route. Im weiteren Verlauf nach Osten mündet die von Süden kommende A15 ein, anschließend wird die A180 gekreuzt und die Straße führt durch Brigg, lässt weiter östlich die A15 wieder nach Norden abzweigen und passiert den Humberside Airport. Weiter führt sie über Great Limber und Keelby, kreuzt die A1173 und ist von da an wieder eine primary route. Bei Laceby wird die A46 gekreuzt, die östlich nach Grimsby führt. Der letzte Abschnitt der A18 führt durch North East Lincolnshire nach Ludborough, wo die Straße an der A16 endet.